# Chase Elliott
Chase Elliott, all'anagrafe William Clyde Elliott II (Dawsonville, 28 novembre 1995) è un pilota automobilistico statunitense che gareggia nei campionati NASCAR Cup Series e NASCAR Gander RV & Outdoors Truck Series.
Ha vinto il campionato NASCAR Cup Series 2020.
Dal 2016 compete a tempo pieno nella NASCAR Cup Series guidando la Chevrolet Camaro ZL1 #9 per Hendrick Motorsports e part-time nella NASCAR Truck Series guidando la Chevrolet Silverado #24 per GMS Racing. È l'unico figlio del campione Bill Elliott, vincitore della NASCAR Winston Cup Series 1988
Ha vinto il campionato NASCAR Nationwide Series 2014, diventando il primo rookie a vincere un campionato in serie NASCAR. È diventato il campione più giovane della NASCAR Nationwide Series (ora chiamata NASCAR Xfinity Series). Nel 2020 ha vinto per la prima volta un campionato della massima categoria.

## Risultati

### Riassunto della carriera
| Stagione                              | Campionato                               | Team                                  | Gare | Vittorie | Top 5 | Top 10 | Vittorie di Stage | Pole Position | Punti      | Posizione  |
| ------------------------------------- | ---------------------------------------- | ------------------------------------- | ---- | -------- | ----- | ------ | ----------------- | ------------- | ---------- | ---------- |
| 2010                                  | CARS X-1R Pro Cup Series                 | Ford Racing                           | 9    | 0        | 5     | 8      | N/A               | 0             | 492        | 19°        |
| 2011                                  | CARS X-1R Pro Cup Series                 | Hendrick Motorsports                  | 2    | 1        | 2     | 2      | N/A               | 1             | 300        | 22°        |
| 2011                                  | NASCAR K&N Pro Series East               | Hendrick Motorsports                  | 12   | 0        | 3     | 6      | N/A               | 0             | 1510       | 9°         |
| 2011                                  | NASCAR K&N Pro Series West               | Hendrick Motorsports                  | 1    | 0        | 1     | 1      | N/A               | 0             | 165        | 67°        |
| 2012                                  | NASCAR K&N Pro Series East               | Hendrick Motorsports                  | 14   | 1        | 6     | 9      | N/A               | 1             | 500        | 4°         |
| 2012                                  | ARCA Racing Series                       | Hendrick Motorsports                  | 6    | 0        | 3     | 6      | N/A               | 1             | 1260       | 25°        |
| 2012                                  | NASCAR K&N Pro Series West               | Hendrick Motorsports                  | 2    | 0        | 1     | 1      | N/A               | 0             | 67         | 38°        |
| 2013                                  | NASCAR Camping World Truck Series        | Hendrick Motorsports                  | 9    | 1        | 5     | 7      | N/A               | 1             | 315        | 22°        |
| 2013                                  | ARCA Racing Series                       | Hendrick Motorsports                  | 5    | 1        | 3     | 4      | N/A               | 0             | 975        | 28°        |
| 2014                                  | NASCAR Nationwide Series                 | JR Motorsports                        | 33   | 3        | 16    | 26     | N/A               | 2             | 1213       | 1°         |
| 2014                                  | ARCA Racing Series                       | Hendrick Motorsports                  | 1    | 0        | 0     | 1      | N/A               | 0             | 185        | 86°        |
| 2015                                  | NASCAR Xfinity Series                    | JR Motorsports                        | 33   | 1        | 11    | 27     | N/A               | 0             | 1175       | 2°         |
| 2015                                  | NASCAR Sprint Cup Series                 | Hendrick Motorsports                  | 5    | 0        | 0     | 0      | N/A               | 0             | 0          | –          |
| 2016                                  | NASCAR Sprint Cup Series                 | Hendrick Motorsports                  | 36   | 0        | 10    | 17     | N/A               | 2             | 2285       | 10°        |
| 2016                                  | NASCAR Xfinity Series                    | JR Motorsports                        | 5    | 1        | 4     | 5      | N/A               | 0             | 0          | 90°        |
| 2016                                  | NASCAR Camping World Truck Series        | Contreras Motorsports                 | 1    | 0        | 1     | 1      | N/A               | 1             | 0          | 83°        |
| 2016                                  | NASCAR K&N Pro Series West               | HScott Motorsports                    | 1    | 1        | 1     | 1      | N/A               | 1             | 0          | –          |
| 2017                                  | Monster Energy NASCAR Cup Series         | Hendrick Motorsports                  | 36   | 0        | 12    | 21     | 4*                | 1             | 2377       | 5°         |
| 2017                                  | NASCAR Camping World Truck Series        | GMS Racing                            | 2    | 1        | 1     | 2      | 1                 | 1             | 0          | 76°        |
| 2018                                  | Monster Energy NASCAR Cup Series         | Hendrick Motorsports                  | 36   | 3        | 11    | 21     | 5*                | 1             | 2350       | 6°         |
| 2018                                  | NASCAR Xfinity Series                    | JR Motorsports                        | 1    | 0        | 0     | 0      | 1                 | 0             | 0          | –          |
| 2018                                  | NASCAR Xfinity Series                    | GMS Racing                            | 7    | 0        | 2     | 5      | 0                 | 0             | 0          | –          |
| 2019                                  | Monster Energy NASCAR Cup Series         | Hendrick Motorsports                  | 36   | 3        | 11    | 15     | 5                 | 4             | 2275       | 10°        |
| 2019                                  | NASCAR Xfinity Series                    | JR Motorsports                        | 1    | 0        | 0     | 0      | 0                 | 1             | 0          | –          |
| 2020                                  | NASCAR Cup Series                        | Hendrick Motorsports                  | 12   | 1        | 7     | 8      | 5                 | 1             | 455        | 1°         |
| 2020                                  | NASCAR Gander RV & Outdoors Truck Series | GMS Racing                            | 3    | 1        | 2     | 2      | 1                 | 0             | 0          | –          |
| 2021                                  | NASCAR Cup Series                        | Hendrick Motorsports                  | 36   | 2        | 15    | 21     | 6                 | 0             | 5032       | 4°         |
| 2021                                  | NASCAR Xfinity Series                    | JR Motorsports                        | 1    | 0        | 1     | 1      | 0                 | 0             | –          | –          |
| 2021                                  | NASCAR Camping World Truck Series        | GMS Racing                            | 1    | 0        | 1     | 1      | 0                 | 0             | –          | –          |
| 2021                                  | Camping World SRX Series                 | NAPA Auto Parts                       | 1    | 1        | 1     | 1      | 0                 | 0             | 41         | 14°        |
| 2021                                  | Campionato IMSA WeatherTech SportsCar    | Whelen Engineering Racing             | 1    | 0        | 0     | 1      | N/A               | 0             | 285        | 17°        |
| 2022                                  | NASCAR Cup Series                        | Hendrick Motorsports                  | 36   | 5        | 12    | 20     | 6                 | 3             | 5009       | 4°         |
| 2022                                  | NASCAR Camping World Truck Series        | Spire Motorsports                     | 1    | 0        | 0     | 1      | 0                 | 0             | –          | –          |
| 2022                                  | SRX Series                               | ASHOC Energy                          | 1    | 1        | 1     | 1      | 1                 | 0             | 43         | 13°        |
| NASCAR Cup Series                     | NASCAR Cup Series                        | NASCAR Cup Series                     | 252  | 18       | 86    | 136    | 32*               | 12            | 1° (2020)  | 1° (2020)  |
| NASCAR Xfinity Series                 | NASCAR Xfinity Series                    | NASCAR Xfinity Series                 | 82   | 5        | 34    | 66     | 1                 | 2             | 1° (2014)  | 1° (2014)  |
| NASCAR Camping World Truck Series     | NASCAR Camping World Truck Series        | NASCAR Camping World Truck Series     | 17   | 3        | 10    | 14     | 2                 | 4             | 22° (2013) | 22° (2013) |
| K&N Pro Series East                   | K&N Pro Series East                      | K&N Pro Series East                   | 26   | 1        | 9     | 15     | N/A               | 1             | 4° (2012)  | 4° (2012)  |
| K&N Pro Series West                   | K&N Pro Series West                      | K&N Pro Series West                   | 4    | 1        | 3     | 3      | N/A               | 1             | 38° (2012) | 38° (2012) |
| ARCA Racing Series                    | ARCA Racing Series                       | ARCA Racing Series                    | 12   | 1        | 6     | 11     | N/A               | 1             | 25° (2012) | 25° (2012) |
| Superstar Racing Experience           | Superstar Racing Experience              | Superstar Racing Experience           | 2    | 2        | 2     | 1      | 1                 | 0             | 13° (2022) | 13° (2022) |
| CARS X-1R Pro Cup Series              | CARS X-1R Pro Cup Series                 | CARS X-1R Pro Cup Series              | 11   | 1        | 7     | 10     | N/A               | 0             | 19° (2010) | 19° (2010) |
| Campionato IMSA WeatherTech SportsCar | Campionato IMSA WeatherTech SportsCar    | Campionato IMSA WeatherTech SportsCar | 1    | 0        | 0     | 1      | N/A               | 0             | 17° (2021) | 17° (2021) |

NOTE:  L'asterisco indica che Elliott ha vinto una gara di qualificazione Daytona 500, che conta come una vittoria di tappa ai fini del campionato (dieci punti) ma non un punto di playoff.

### NASCAR

#### Cup Series
| 2015 | Hendrick Motorsports | 25 | Chevrolet | DAY    | ATL     | LVS    | PHO    | CAL    | MAR 38 | TEX    | BRI    | RCH 16 | TAL    | KAN    | CLT 18 | DOV    | POC    | MCH    | SON    | DAY    | KEN    | NHA    | IND 18 | POC    | GLN    | MCH    | BRI    | DAR 41 | RCH     | CHI    | NHA    | DOV    | CLT    | KAN    | TAL     | MAR    | TEX    | PHO     | HOM    | 59° | 01   | [ 5 ]  |
| 2016 | Hendrick Motorsports | 24 | Chevrolet | DAY 37 | ATL 8   | LVS 38 | PHO 8  | CAL 6  | MAR 20 | TEX 5  | BRI 4  | RCH 12 | TAL 5  | KAN 9  | DOV 3  | CLT 8  | POC 4* | MCH 2  | SON 21 | DAY 32 | KEN 31 | NHA 34 | IND 15 | POC 33 | GLN 13 | BRI 15 | MCH 2  | DAR 10 | RCH 19  | CHI 3  | NHA 13 | DOV 3  | CLT 33 | KAN 31 | TAL 12  | MAR 12 | TEX 4  | PHO 9   | HOM 11 | 10° | 2285 | [ 6 ]  |
| 2017 | Hendrick Motorsports | 24 | Chevrolet | DAY 14 | ATL 5   | LVS 3  | PHO 12 | CAL 10 | MAR 3  | TEX 9  | BRI 7  | RCH 24 | TAL 30 | KAN 29 | CLT 38 | DOV 5  | POC 8  | MCH 2  | SON 8  | DAY 22 | KEN 3  | NHA 11 | IND 39 | POC 10 | GLN 13 | MCH 8  | BRI 18 | DAR 11 | RCH 10  | CHI 2  | NHA 11 | DOV 2* | CLT 2  | TAL 16 | KAN 4   | MAR 27 | TEX 8  | PHO 2   | HOM 5  | 5°  | 2377 | [ 7 ]  |
| 2018 | Hendrick Motorsports | 9  | Chevrolet | DAY 33 | ATL 10  | LVS 34 | PHO 3  | CAL 16 | MAR 9  | TEX 11 | BRI 29 | RCH 2  | TAL 3  | DOV 12 | KAN 12 | CLT 11 | POC 10 | MCH 9  | SON 4  | CHI 19 | DAY 34 | KEN 13 | NHA 5  | POC 7  | GLN 1* | MCH 9  | BRI 3  | DAR 5  | IND 15  | LVS 36 | RCH 4  | CLT 6  | DOV 1  | TAL 31 | KAN 1   | MAR 7  | TEX 6  | PHO 23  | HOM 7  | 6°  | 2350 | [ 8 ]  |
| 2019 | Hendrick Motorsports | 9  | Chevrolet | DAY 17 | ATL 19  | LVS 9  | PHO 14 | CAL 11 | MAR 2  | TEX 13 | BRI 11 | RCH 15 | TAL 1* | DOV 5* | KAN 4  | CLT 4  | POC 4  | MCH 20 | SON 37 | CHI 11 | DAY 35 | KEN 15 | NHA 29 | POC 38 | GLN 1* | MCH 9  | BRI 5  | DAR 19 | IND 9   | LVS 4  | RCH 13 | CLT 1* | DOV 38 | TAL 8  | KAN 2   | MAR 36 | TEX 32 | PHO 39  | HOM 15 | 10° | 2275 | [ 9 ]  |
| 2020 | Hendrick Motorsports | 9  | Chevrolet | DAY 17 | LVS 26  | CAL 4  | PHO 7* | DAR 4  | DAR 38 | CLT 2  | CLT 1  | BRI 22 | ATL 8  | MAR 5  | HOM 2  | TAL 38 | POC 25 | POC 4  | IND 11 | KEN 23 | TEX 12 | KAN 12 | NHA 9  | MCH 7  | MCH 9  | DAY 1* | DOV 5  | DOV 39 | DAY 2   | DAR 20 | RCH 5  | BRI 7  | LVS 22 | TAL 5  | CLT 1*  | KAN 6  | TEX 20 | MAR 1*  | PHO 1* | 1°  | 5040 | [ 10 ] |
| 2021 | Hendrick Motorsports | 9  | Chevrolet | DAY 2  | DRC 21* | HOM 14 | LVS 13 | PHO 5  | ATL 38 | BRD 10 | MAR 2  | RCH 12 | TAL 24 | KAN 5  | DAR 7  | DOV 3  | COA 1  | CLT 2  | SON 2  | NSH 39 | POC 12 | POC 27 | ROA 1* | ATL 7  | NHA 18 | GLN 2  | IRC 4  | MCH 8  | DAY 8   | DAR 31 | RCH 4  | BRI 25 | LVS 2  | TAL 18 | ROV 12  | TEX 7  | KAN 2  | MAR 16* | PHO 5  | 4°  | 5032 | [ 11 ] |
| 2022 | Hendrick Motorsports | 9  | Chevrolet | DAY 10 | CAL 26  | LVS 9  | PHO 11 | ATL 6  | COA 4  | RCH 14 | MAR 10 | BRD 8  | TAL 7  | DOV 1  | DAR 5  | KAN 29 | CLT 33 | GTW 21 | SON 8  | NSH 1  | ROA 2* | ATL 1* | NHA 2  | POC 1  | IRC 16 | MCH 11 | RCH 5  | GLN 4* | DAY 29* | DAR 36 | KAN 11 | BRI 2  | TEX 32 | TAL 1  | ROV 20* | LVS 21 | HOM 14 | MAR 10  | PHO 28 | 4°  | 5009 | [ 12 ] |
| 2023 | Hendrick Motorsports | 9  | Chevrolet | DAY 38 | CAL 2   | LVS    | PHO    | ATL    | COA    | RCH    | BRD    | MAR    | TAL    | DOV    | KAN    | DAR    | CLT    | GTW    | SON    | NSH    | CSC    | ATL    | NHA    | POC    | RCH    | MCH    | IRC    | GLN    | DAY     | DAR    | KAN    | BRI    | TEX    | TAL    | ROV     | LVS    | HOM    | MAR     | PHO    | -   | -    |        |

#### Daytona 500
| Anno | Team                 | Costruttore | Partito | Arrivato |
| ---- | -------------------- | ----------- | ------- | -------- |
| 2016 | Hendrick Motorsports | Chevrolet   | 1       | 37       |
| 2017 | Hendrick Motorsports | Chevrolet   | 1       | 14       |
| 2018 | Hendrick Motorsports | Chevrolet   | 4       | 33       |
| 2019 | Hendrick Motorsports | Chevrolet   | 18      | 17       |
| 2020 | Hendrick Motorsports | Chevrolet   | 25      | 17       |
| 2021 | Hendrick Motorsports | Chevrolet   | 12      | 2        |
| 2022 | Hendrick Motorsports | Chevrolet   | 11      | 10       |
| 2023 | Hendrick Motorsports | Chevrolet   | 8       | 38       |

#### Xfinity Series
| 2014 | JR Motorsports | 9  | Chevrolet | DAY 15 | PHO 9 | LVS 5 | BRI 9 | CAL 6 | TEX 1 | DAR 1 | RCH 2 | TAL 19 | IOW 4  | CLT 37  | DOV 5 | MCH 6 | ROA 4  | KEN 12 | DAY 20 | NHA 8 | CHI 1* | IND 12 | IOW 8 | GLN 6 | MOH 4 | BRI 3  | ATL 5  | RCH 2  | CHI 10 | KEN 4 | DOV 3 | KAN 10 | CLT 8* | TEX 4 | PHO 5 | HOM 17 | 1°   | 1213 | [ 13 ] |
| 2015 | JR Motorsports | 9  | Chevrolet | DAY 28 | ATL 5 | LVS 5 | PHO 7 | CAL 4 | TEX 8 | BRI 6 | RCH 5 | TAL 37 | IOW 2* | CLT 8   | DOV 6 | MCH 2 | CHI 14 | DAY 3  | KEN 13 | NHA 9 | IND 10 | IOW 9  | GLN 7 | MOH 5 | BRI 7 | ROA 4* | DAR 24 | RCH 1* | CHI 14 | KEN 4 | DOV 7 | CLT 9  | KAN 7  | TEX 8 | PHO 7 | HOM 8  | 2°   | 1175 | [ 14 ] |
| 2016 | JR Motorsports | 88 | Chevrolet | DAY 1  | ATL   | LVS 4 | PHO 5 | CAL   |       |       |       | TAL 9  | DOV    | CLT     | POC   | MCH   | IOW    | DAY 9  | KEN    | NHA   | IND    | IOW    | GLN   | MOH   | BRI   | ROA    | DAR    | RCH    | CHI    | KEN   | DOV   | CLT    | KAN    | TEX   | PHO   | HOM    | 90°  | 01   | [ 15 ] |
| 2016 | JR Motorsports | 5  | Chevrolet |        |       |       |       |       | TEX 4 | BRI   | RCH   |        |        |         |       |       |        |        |        |       |        |        |       |       |       |        |        |        |        |       |       |        |        |       |       |        | 90°  | 01   | [ 15 ] |
| 2018 | JR Motorsports | 88 | Chevrolet | DAY 12 | ATL   | LVS   | PHO   | CAL   | TEX   | BRI   | RCH   | TAL    | DOV    |         |       |       |        |        |        |       |        |        |       |       |       |        |        |        |        |       |       |        |        |       |       |        | 90°  | 01   | [ 16 ] |
| 2018 | GMS Racing     | 23 | Chevrolet |        |       |       |       |       |       |       |       |        |        | CLT 37  | POC 2 | MCH   | IOW    | CHI 10 | DAY 29 | KEN   | NHA    | IOW    | GLN   | MOH   | BRI 8 | ROA    | DAR 6  | IND 4  | LVS    | RCH   | CLT   | DOV    | KAN    | TEX   | PHO   | HOM    | 90°  | 01   | [ 16 ] |
| 2019 | JR Motorsports | 8  | Chevrolet | DAY 10 | ATL   | LVS   | PHO   | CAL   | TEX   | BRI   | RCH   | TAL    | DOV    | CLT     | POC   | MCH   | IOW    | CHI    | DAY    | KEN   | NHA    | IOW    | GLN   | MOH   | BRI   | ROA    | DAR    | IND    | LVS    | RCH   | CLT   | DOV    | KAN    | TEX   | PHO   | HOM    | 90°  | 01   | [ 17 ] |
| 2021 | JR Motorsports | 1  | Chevy     | DAY    | DRC   | HOM   | LVS   | PHO   | ATL   | MAR   | TAL   | DAR    | DOV    | COA     | CLT   | MOH   | TEX    | NSH    | POC    | ROA   | ATL    | NHA    | GLN   | IRC 4 | MCH   | DAY    | DAR    | RCH    | BRI    | LVS   | TAL   | ROV    | TEX    | KAN   | MAR   | PHO    | 78th | 01   | [ 18 ] |
| 2022 | JR Motorsports | 88 | Chevy     | DAY    | CAL   | LVS   | PHO   | ATL   | COA   | RCH   | MAR   | TAL    | DOV    | DAR DNQ | TEX   | CLT   | PIR    | NSH    | ROA    | ATL   | NHA    | POC    | IRC   | MCH   | GLN   | DAY    | DAR    | KAN    | BRI    | TEX   | TAL   | ROV    | LVS    | HOM   | MAR   | PHO    | -*   | -*   | [ 19 ] |

#### Gander RV & Outdoors Truck Series
| 2013 | Hendrick Motorsports  | 94 | Chevrolet | DAY | MAR 6 | CAR 5  | KAN    | CLT   | DOV 4 | TEX | KEN | IOW 5 | ELD | POC | MCH | BRI 5 | MSP 1 | IOW 31 | CHI | LVS | TAL | MAR 20 | TEX    | PHO 10 | HOM |     | 22° | 315 | [ 20 ] |
| 2016 | Contreras Motorsports | 71 | Chevrolet | DAY | ATL   | MAR    | KAN    | DOV   | CLT   | TEX | IOW | GTW   | KEN | ELD | POC | BRI   | MCH   | MSP    | CHI | NHA | LVS | TAL    | MAR 2* | TEX    | PHO | HOM | 83° | 01  | [ 21 ] |
| 2017 | GMS Racing            | 23 | Chevrolet | DAY | ATL 5 | MAR 1  | KAN    | CLT   | DOV   | TEX | GTW | IOW   | KEN | ELD | POC | MCH   | BRI   | MSP    | CHI | NHA | LVS | TAL    | MAR    | TEX    | PHO | HOM | 76° | 01  | [ 22 ] |
| 2020 | GMS Racing            | 24 | Chevrolet | DAY | LVS   | CLT 1* | ATL 20 | HOM 4 | POC   | KEN | TEX | KAN   | KAN | RCH | DOV | TEX   | IOW   | ELD    | MCH | GTW | MSP | BRI    | LVS    | TAL    | MAR | PHO | -*  | 01* | [ 23 ] |

#### K&N Pro Series East
| 2011 | Hendrick Motorsports | 9 | Chevrolet | GRE 4  | SBO 22 | RCH 24 | IOW 7 | BGS 18 | GRE 22 | LGY 5 | NHA 10 | COL 6  | GRE 3 | NHA 11 | DOV 29 |       |        | 5° | 1510 | [ 24 ] |
| 2012 | Hendrick Motorsports | 9 | Chevrolet | BRI 10 | GRE 6  | RCH 2  | IOW 1 | BGS 6  | GRE 14 | LGY 3 | CNB 15 | COL 15 | IOW 4 | NHA 5  | DOV 27 | GRE 2 | CAR 12 | 4° | 500  | [ 25 ] |

#### K&N Pro Series West
| NASCAR K&N Pro Series West risultati | NASCAR K&N Pro Series West risultati | NASCAR K&N Pro Series West risultati | NASCAR K&N Pro Series West risultati | NASCAR K&N Pro Series West risultati | NASCAR K&N Pro Series West risultati | NASCAR K&N Pro Series West risultati | NASCAR K&N Pro Series West risultati | NASCAR K&N Pro Series West risultati | NASCAR K&N Pro Series West risultati | NASCAR K&N Pro Series West risultati | NASCAR K&N Pro Series West risultati | NASCAR K&N Pro Series West risultati | NASCAR K&N Pro Series West risultati | NASCAR K&N Pro Series West risultati | NASCAR K&N Pro Series West risultati | NASCAR K&N Pro Series West risultati | NASCAR K&N Pro Series West risultati | NASCAR K&N Pro Series West risultati | NASCAR K&N Pro Series West risultati | NASCAR K&N Pro Series West risultati | NASCAR K&N Pro Series West risultati | NASCAR K&N Pro Series West risultati |
| Anno                                 | Team                                 | N.                                   | Costruttore                          | 1                                    | 2                                    | 3                                    | 4                                    | 5                                    | 6                                    | 7                                    | 8                                    | 9                                    | 10                                   | 11                                   | 12                                   | 13                                   | 14                                   | 15                                   | Classifica                           | Punti                                | Note                                 |                                      |
| ------------------------------------ | ------------------------------------ | ------------------------------------ | ------------------------------------ | ------------------------------------ | ------------------------------------ | ------------------------------------ | ------------------------------------ | ------------------------------------ | ------------------------------------ | ------------------------------------ | ------------------------------------ | ------------------------------------ | ------------------------------------ | ------------------------------------ | ------------------------------------ | ------------------------------------ | ------------------------------------ | ------------------------------------ | ------------------------------------ | ------------------------------------ | ------------------------------------ | ------------------------------------ |
| 2011                                 | Hendrick Motorsports                 | 94                                   | Chevrolet                            | PHO                                  | AAS                                  | MMP                                  | IOW                                  | LVS                                  | SON                                  | IRW                                  | EVG                                  | PIR                                  | CNS                                  | MRP                                  | SRP                                  | AAS                                  | PHO 3                                |                                      | 67°                                  | 165                                  | [ 26 ]                               |                                      |
| 2012                                 | Hendrick Motorsports                 | 94                                   | Chevrolet                            | PHO 17                               | LHC                                  | MMP                                  | S99                                  | IOW                                  | BIR                                  | LVS                                  | SON                                  | EVG                                  | CNS                                  | IOW                                  | PIR                                  | SMP                                  | AAS                                  | PHO 4                                | 38°                                  | 67                                   | [ 27 ]                               |                                      |
| 2016                                 | HScott Motorsports                   | 24                                   | Chevrolet                            | IRW                                  | KCR                                  | TUS                                  | OSS                                  | CNS                                  | SON 1                                | SLS                                  | IOW                                  | EVG                                  | DCS                                  | UMC                                  | UMC                                  | MER                                  | AAS                                  |                                      | 38°                                  | 47                                   | [ 28 ]                               |                                      |

* Stagione ancora in corso
Non idoneo per i punti della serie

### ARCA Racing Series
(key) (Bold – Pole position assegnata dal tempo di qualificazione. Italics - Pole position guadagnata in base alla classifica a punti o al tempo di allenamento. * – La maggior parte dei giri era in testa. )
| 2012 | Hendrick Motorsports | 9 | Chevy | DAY   | MOB 10 | SLM 4 | TAL | TOL | ELK | POC   | MCH | WIN   | NJE 2 | IOW | CHI    | IRP   | POC | BLN 7 | ISF | MAD 8 | SLM 3 | DSF C | KAN    |     | 25° | 1260 | [ 29 ] |
| 2013 | Hendrick Motorsports | 9 | Chevy | DAY   | MOB    | SLM   | TAL | TOL | ELK | POC 1 | MCH | ROA 4 | WIN   | CHI | NJE 3* | POC 9 | BLN | ISF   | MAD | DSF   | IOW   | SLM   | KEN 27 | KAN | 28° | 975  | [ 30 ] |
| 2014 | Hendrick Motorsports | 9 | Chevy | DAY 9 | MOB    | SLM   | TAL | TOL | NJE | POC   | MCH | ELK   | WIN   | CHI | IRP    | POC   | BLN | ISF   | MAD | DSF   | SLM   | KEN   | KAN    |     | 86° | 185  |        |